# Dubnica nad Váhom
Dubnica nad Váhom és una ciutat d'Eslovàquia. Es troba a la regió de Trenčín, és la ciutat més gran del districte d'Ilava.

## Història
La primera menció escrita de la vila es remunta al 1193, tot i que a l'indret hi ha restes de l'edat de pedra. Durant la Segona Guerra Mundial es va instal·lar un camp de concentració destinat a la població gitana a la ciutat, en el qual va tenir lloc un dels majors assassinats de gitanos a Eslovàquia durant la guerra.

## Demografia
| Godina             | 1994   | 2004   | 2014   | 2024    |
| ------------------ | ------ | ------ | ------ | ------- |
| Nombre de persones | 26.025 | 25.734 | 24.721 | 21.732  |
| Diferència         |        | −1,11% | −3,93% | −12,09% |

| Godina             | 2023   | 2024   |
| ------------------ | ------ | ------ |
| Nombre de persones | 21.805 | 21.732 |
| Diferència         |        | −0,33% |

## Ciutats agermanades
- Otrokovice, República Txeca
- Vác, Hongria
- Zawadzkie, Polònia
- Iaroslavl, Rússia